# Local de Cal Ròpia
El Local de Cal Ròpia és un edifici del municipi de Torrelles de Foix (Alt Penedès) que forma part de l'Inventari del Patrimoni Arquitectònic de Catalunya.

## Descripció
És un edifici entre mitgeres i cantoner, amb coberta a dos vessants i format per soterrani, planta baixa, pis i golfes. La façana és de composició simètrica en els dos pisos superiors, amb coronament esglaonat, finestra tripartida a les golfes i balcó de tres portals al primer pis. A la planta baixa hi ha tres portals d'arc mixtilini, un de lateral més estret que la resta. Les obertures presenten marcs pintats blancs sobre un fons rosa.